# Brian Craig (baloncestista)
Brian Craig (Birmingham, Alabama, 8 de marzo de 1979) es un exjugador de baloncesto estadounidense que se nacionalizó uruguayo. La mayor parte de su carrera como deportista profesional la desarrolló en Sudamérica. Fue miembro de la selección de baloncesto de Uruguay.

## Trayectoria
Craig jugó con los Miles College Golden Bears en la División II de la NCAA. Tras dejar la universidad, dejó también el baloncesto competitivo. Sin embargo en 2005 retomó la actividad al unirse a los Magic City Court Kings de la World Basketball Association. Posteriormente sería fichado por el Clube do Povo de Esgueira de Portugal, iniciando así su carrera como jugador extranjero.
Llegó a Sudamérica por primera vez en 2006, contratado por el Paysandú BBC para jugar en la Liga Uruguaya de Básquetbol, pero una lesión lo obligó a dejar el equipo antes de que culminase la temporada. Tras jugar en Portugal, en 2008 regresó a Uruguay contratado por el club Capurro, con el que se consagró campeón del Torneo Metropolitano 2008. La carrera de Craig en ese país se extendería por más de una década, teniendo también la oportunidad de incursionar en el baloncesto paraguayo (fue dos veces campeón de la Súper Copa y jugó en la Liga Sudamericana de Clubes con Libertad) y en el argentino (jugó para Barrio Parque en el TNA).

### Clubes
| Club                   | País           | Año         |
| ---------------------- | -------------- | ----------- |
| Magic City Court Kings | Estados Unidos | 2005        |
| Esgueira               | Portugal       | 2005 - 2006 |
| Paysandú BBC           | Uruguay        | 2006        |
| Esgueira               | Portugal       | 2007        |
| Capurro                | Uruguay        | 2008        |
| Libertad               | Paraguay       | 2008        |
| Juventus de Salto      | Uruguay        | 2008        |
| Libertad               | Paraguay       | 2009        |
| Guruyú Waston          | Uruguay        | 2010        |
| Aguada                 | Uruguay        | 2010 - 2011 |
| Tabaré                 | Uruguay        | 2011        |
| Aguada                 | Uruguay        | 2011 - 2012 |
| Bohemios               | Uruguay        | 2012 - 2014 |
| Aguada                 | Uruguay        | 2014        |
| Barrio Parque          | Argentina      | 2014        |
| Bohemios               | Uruguay        | 2014 - 2015 |
| Trouville              | Uruguay        | 2015        |
| Bohemios               | Uruguay        | 2015 - 2016 |
| Barrio Parque          | Argentina      | 2016        |
| Urunday Universitario  | Uruguay        | 2016 - 2018 |
| Peñarol                | Uruguay        | 2018 - 2019 |

## Selección nacional
Craig adquirió la nacionalidad uruguaya en 2011. Al año siguiente fue convocado para integrar la selección de baloncesto de Uruguay que disputó el Campeonato Sudamericano de Baloncesto de 2012.